# Саут Бетлехем (Пенсилванија)
Саут Бетлехем (енгл. South Bethlehem) град је у америчкој савезној држави Пенсилванија.

## Демографија
По попису из 2010. године број становника је 481, што је 37 (8,3%) становника више него 2000. године.
| Група             | 2000.       | 2010.       |
| Белци             | 441 (99,3%) | 464 (96,5%) |
| Афроамериканци    | 3 (0,7%)    | 2 (0,4%)    |
| Азијати           | 0 (0,0%)    | 6 (1,2%)    |
| Хиспаноамериканци | 0 (0,0%)    | 2 (0,4%)    |
| Укупно            | 444         | 481         |